# Effetto (musica)
Un effetto è il risultato di un dispositivo elettrico o elettronico che modifica il segnale emesso da uno strumento musicale elettrico o amplificato, o da un'altra sorgente analoga, per esempio un registratore.

## Gli effetti
Gli effetti sono ampiamente impiegati in tutta la musica pop e alcuni di essi addirittura sono considerati elementi fondamentali di determinati generi (come nel caso dell'overdrive per hard rock, bossa nova e heavy metal).
Se fino agli anni settanta gli effetti erano realizzati da dispositivi elettrici che modificavano il segnale di ingresso attraverso un circuito analogico, oggi predominano gli effetti digitali, talvolta realizzati da un programma per computer. L'introduzione del digitale ha portato una notevole evoluzione sia del numero degli effetti disponibili che della personalizzabilità; per contro, un effetto digitale comporta un'operazione di conversione analogico-digitale, tramite un processo di digitalizzazione, e una successiva conversione digitale-analogico che, se affidata a circuiti di bassa qualità (come avviene in alcune apparecchiature economiche) può inficiare quindi la resa finale del suono.

### Effetti analogici
Gli effetti analogici sono quelli in cui la forma d'onda del suono originale non subisce alcun tipo di campionamento, restando quindi una forma d'onda con valori continui. Un tipico effetto analogico è l'overdrive in cui il suono viene alterato da una valvola, come nel caso degli amplificatori a valvole, o da un transistor ma, in entrambi i casi, senza che avvenga alcuna conversione in digitale.
Tra gli effetti analogici più comuni ancora in uso ci sono i riverberi a molla presenti negli amplificatori per chitarra e i pedali di wah wah.

### Effetti digitali
Con l'evolversi dell'elettronica si sono andati sviluppando nuovi effetti e sono stati introdotti, anche in questo campo, i circuiti integrati aprendo la strada al mondo dell'effettistica digitale. Al giorno d'oggi buona parte degli effetti musicali vengono ricreati tramite algoritmi da un processore digitale; questo ha permesso di integrare sempre più effetti in uno spazio sempre più piccolo creando i cosiddetti multieffetti, apparecchiature elettroniche al cui interno vengono ricreati un gran numero di effetti ciascuno con una notevole quantità di parametri impostabili.